# Quantico (Wirginia)
Quantico (dawniej Potomac) – miasto w hrabstwie Prince William w stanie Wirginia, w Stanach Zjednoczonych. Według US Census w 2010 roku liczba ludności wynosiła 480 osób. Miejscowość leży na południe od ujścia Quantico Creek do rzeki Potomak.
Quantico z trzech stron graniczy z największą na świecie bazą wojskową marines – Marine Corps Base Quantico oraz rzeką Potomac.